# Nationalpark Udegeiskaja Legenda
Der Nationalpark Udegeiskaja Legenda (russisch Удэгейская легенда) ist ein Nationalpark im Fernen Osten Russlands. Er wurde 2007 ausgewiesen und umfasst 103.744 Hektar.

## Entstehung
Beim Nationalpark Udegeiskaja Legenda handelt es sich um den zweiten Nationalpark im Fernen Osten Russlands. Er wurde unmittelbar nach dem Nationalpark Sow Tigra im Süden errichtet. Ausschlaggebend für das Schutzgebiet war vor allem, dass es Lebensraum des Sibirischen Tigers ist. Die Kiefern-Mischwälder der Nationalparks waren jahrelang von der Holzindustrie bedroht. Der Ausweisung des Nationalparks gingen 20 Jahre Planung mit Unterstützung des WWF voraus. Außerdem setzte sich auch der Save the Tiger Fund (STF) für die Nationalparks ein.